# You Can’t Say No Forever (album)
You Can’t Say No Forever er moi Caprices 2. albumudgivelse, udgivet 2005.

## Sange
1. "My Girl You Blush" – 4:53
2. "When Cushions Where Softer" – 4:35
3. "I Dream Of Cities" – 4:50
4. "Through Loopholes With Love" – 9:27
5. "Tonight Might Prove To Be Your Only Chance" – 3:49
6. "Single Glamorous Woman" – 4:32
7. "Who Served Caviar In The Sky" – 5:40
8. "Thieves Like Us" – 6:17
9. "To The Lighthouse" – 5:20
10. "Be Kind To My Mistakes" – 9:18